# Tulipani blu
Tulipani blu è un singolo dei cantanti italiani Matteo Romano e Luigi Strangis, pubblicato il 5 maggio 2023.

## Descrizione
Il singolo è stato annunciato il 28 aprile attraverso i loro canali social.

## Video musicale
Il video, diretto da Fotonico e prodotto da Borotalco.tv, è stato reso disponibile l'8 maggio 2023 sul canale YouTube di Romano.

## Promozione
Il giorno dopo l'uscita del singolo, Matteo Romano e Luigi Strangis hanno promosso il singolo per le strade di Milano incontrando i fan  in tre zone simbolo della città.
I due artisti hanno cantato la canzone in vari eventi estivi tra cui il TIM Summer Hits, il Battiti Live 2023 e il Pride di Napoli.

## Tracce
Testi e musiche di Matteo Romano, Michele Zocca e Paolo Antonacci.
1. Tulipani blu – 2:39